# كوفيفاك
كوفيفاك (بالروسية: КовиВак) (بالإنجليزية: Covivac)‏، هو لقاح مرشح ضد مرض فيروس كورونا، يعمل «مركز تشوماكوف» الحكومي الفدرالي الروسي - أحد معاهد الأكاديمية الروسية للعلوم - على تطويره وإنتاجه، وهو مخصص للإعطاء عن طريق الحقن العضلي، ويتطلّب جرعتين، تبلغ الجرعة 0.5 مل ويفصل بينهما 14 يومًا، ودرجة تبريد ما بين 2 إلى 8 حرارة مئوية، حيث يمكن حفظه في الثلّاجات العادية.
على الرغم من عدم مرور اللقاح عبر المرحلة الثالثة من التجارب السريرية، إلّا أن مجلس الوزراء الروسي أجاز استخدام اللقاح في 20 فبراير 2021، بعد يوم واحد من تسجيله في وزارة الصحة الروسية بشهادة حملت رقم: 006800، ليصبح اللقاح الثالث الذي أجازت روسيا استخدامه لمكافحة جائحة فيروس كورونا.
بدأ تطوير اللقاح في عام 2020، ودخل المرحلة الأولى من التجارب السريرية في 25 سبتمبر من العام نفسه على مجموعة من المتطوعين بلغ عددهم 200 شخصًا، ثم دخل المرحلة الثانية في ديسمبر من نفس العام على عدد مماثل من ثلاثة مدن روسية، بينما أعلن أن المرحلة الثالثة ستبدأ في مارس 2021، وستشمل هذه المرة 3000 متطوع.